# Лисбон (Илиноис)
Лисбон (енгл. Lisbon) град је у америчкој савезној држави Илиноис.

## Демографија
По попису из 2010. године број становника је 285, што је 37 (14,9%) становника више него 2000. године.
| Група             | 2000.       | 2010.       |
| Белци             | 243 (98,0%) | 262 (91,9%) |
| Афроамериканци    | 0 (0,0%)    | 0 (0,0%)    |
| Азијати           | 0 (0,0%)    | 0 (0,0%)    |
| Хиспаноамериканци | 4 (1,6%)    | 20 (7,0%)   |
| Укупно            | 248         | 285         |